# Zachary Sklar
Zachary Hyam Sklar (* 21. August 1948 im Los Angeles County) ist ein US-amerikanischer Journalist, Drehbuchautor und Buchherausgeber.

## Leben
Sklar ist der jüngste Sohn des Dramatikers sowie Buch- und Drehbuchautors George Sklar (1908–1988), der in der McCarthy-Ära vor das Komitee für unamerikanische Umtriebe treten musste und in der Folge beruflich massiv behindert wurde. George Sklar wurde auf die schwarze Liste gesetzt und die Mutter der Familie musste fortan für das Einkommen sorgen, indem sie Tanzunterricht gab.
Zachary Sklar studierte an der University of California, Santa Cruz. Jahrelang arbeitete er danach in verschiedenen Blue-Collar-Jobs, bis er 1973 an die Columbia School of Journalism ging. Nach seinem Abschluss arbeitete er als Korrekturleser für die Time und das Life-Magazin. Außerdem gab er mit Juris Doctor eine Zeitschrift heraus. Er schrieb für die The Nation und gab mehrere Bücher heraus, die in der linken Sheridan Square Press erschienen.
1986 verlor Sklar aufgrund einer Erkrankung am Chronischen Fatigue-Syndrom seine Stelle als Korrekturleser. Bill Schap und Ellen Ray aus der Sheridan Square Press baten ihn zu diesem Zeitpunkt, ein Buch mit dem Titel On the Trail of the Assassins für den Verlag herauszugeben. Der Autor war Jim Garrison. Sklar übernahm und bat den Autor, das Buch in die Ich-Perspektive umzuschreiben, was auch geschah. Shap und Ray machten Oliver Stone mit dem Buch bekannt, dieser äußerte Interesse, bat aber um einen Drehbuchautor, der die Grundlage zu einem Film schaffen sollte. Sklar kam hier erneut hinzu und schuf eine erste Fassung, die schließlich in den Film JFK – Tatort Dallas mündete. Stone selbst überarbeitete dabei das Material von Sklar.
Bei der Oscarverleihung 1992 war er gemeinsam mit Oliver Stone für das Drehbuch zu JFK – Tatort Dallas für den Oscar in der Kategorie Bestes adaptiertes Drehbuch nominiert. Andere Preise, für die sie nominiert wurden, sind der Golden Globe Award, der British Academy Film Award und Edgar Allan Poe Award sowie der Writers Guild of America Award.
Sklar arbeitete fortan vor allem als Drehbuchautor, allerdings wurden nur wenige seiner Projekte tatsächlich realisiert. 2005 wurde La fiesta del Chivo veröffentlicht, die Regie übernahm Luis Llosa. Der Film basiert auf einem Roman von Mario Vargas Llosa. Auf dem Sundance Film Festival arbeitete er in verschiedenen Workshops mit Drehbuchautoren aus Lateinamerika und Palästina. Als Autor war er an dem 2012 erschienenen Hanyut beteiligt. Der Film ist die bislang (Stand Anfang 2021) letzte Produktion mit seiner Beteiligung.
Sklar ist seit Mitte der 1980er Jahre mit der Komponistin Sarah Plant liiert.